# Consulta sobre el futuro político de Cataluña de 2014

Localización de Cataluña en el mapa de comunidades autónomas de España.

La consulta popular no referendaria sobre el futuro político de Cataluña  (en catalán: consulta popular no referendària sobre el futur polític de Catalunya; en gascón, también llamado aranés: consulta populara non de referendum sus eth futur politic de Catalonha), conocida por el numerónimo 9N, fue una consulta convocada para el 9 de noviembre de 2014 y cuyo objeto de consulta era conocer la opinión de los ciudadanos catalanes sobre si la comunidad autónoma de Cataluña debería ser un Estado y si ese Estado debería ser independiente. Fue convocada a raíz de un acuerdo entre la mayoría de los partidos políticos con representación en el Parlamento de Cataluña, después de varios años de grandes movilizaciones sociales en favor de su realización por una parte de la ciudadanía catalana.
El proceso fue suspendido de forma cautelar el 29 de septiembre del mismo año, tras la aceptación a trámite de los recursos de inconstitucionalidad del Gobierno de España, presentados ante el Tribunal Constitucional, del decreto de convocatoria de la consulta y de la Ley del Parlamento de Cataluña 10/2014, de 26 de septiembre, de consultas populares no referendarias y otras formas de participación ciudadana en la que esta se ampara. El 14 de octubre, ante la situación de la suspensión, Artur Mas anunció que la consulta no se celebraría en los términos previstos y que en su lugar convocaría una consulta alternativa. Finalmente, las dos primeras frases del artículo 3.3 y los apartados 4 a 9 del art. 16 de la Ley del Parlamento de Cataluña 10/2014, así como la convocatoria de dicha consulta, fueron declarados inconstitucionales por la Sentencia 31/2015, de 25 de febrero de 2015, de la Corte constitucional.

## El proyecto de la «consulta»

### Objeto de la «consulta»
Durante varios meses, los partidarios del referéndum no lograron un consenso acerca de qué pregunta sería formulada en la consulta —un referéndum consultivo, no vinculante—. En octubre de 2012, durante la campaña electoral previa a las elecciones autonómicas, Artur Mas propuso que la pregunta fuera «¿Usted desea que Cataluña sea un nuevo Estado de la UE?» Sin embargo su socio en CiU, Josep Antoni Duran i Lleida, líder de UDC, se opuso tres meses después a que la consulta únicamente ofreciese la independencia como alternativa al estatus actual.
En marzo de 2013 ERC pidió que la pregunta fuera «¿Usted cree que Cataluña debería ser un Estado independiente?», con solo dos respuestas posibles: «Sí» y «No». y en septiembre de 2013 se opuso públicamente a la opinión de Artur Mas, que en ese momento barajaba la posibilidad de que el referéndum incluyera varias preguntas.
Finalmente, en diciembre de 2013 CiU, ERC, ICV-EUiA y CUP alcanzaron un acuerdo para formular una pregunta con dos apartados en el referéndum: «¿Quiere que Cataluña sea un Estado?» y «En caso afirmativo, ¿quiere que este Estado sea independiente?».

### Marco legal y posiciones respecto a él
La Constitución española de 1978 permite la participación política ciudadana y la ley orgánica 2/1980 de 18 de enero regula diferentes variedades posibles de referéndum, entre las que se incluye el referéndum consultivo autonómico, que según la legislación debe estar autorizado por el Estado español. El estatuto de Cataluña de 2006 introdujo en el artículo 122 la noción de que la Generalidad de Cataluña tenía la competencia exclusiva para convocar consultas («consulta popular, con excepción de lo previsto en el artículo 149.1.32.ª de la Constitución»). El Tribunal Constitucional restringió sin embargo la interpretación del texto mediante la sentencia del 28 de junio de 2010, desautorizando la posibilidad de celebración de una consulta por parte de la Generalidad.
Partidos políticos como el Partido Popular o Ciudadanos niegan que el artículo 150.2 de la Constitución —que permite la transferencia o delegación a las autonomías de responsabilidades del Estado español— sirva para convocar un referéndum, mientras que los partidos pro-independencia catalanes se oponen a esta interpretación; Núria de Gispert, presidente del parlamento catalán, opinó en enero de 2014 que un referéndum consultivo sí podría tener «encaje constitucional» sobre la base del artículo 150.2.
Asimismo, algunos agentes sociales, como el partido político Vox, han propuesto imputar los delitos de prevaricación, rebelión y sedición, recogidos en los artículos 404, 410, 472, 477, 544, 545 y 548 de Código Penal, a los líderes políticos partidarios de la consulta y suspender «al menos de manera parcial» la autonomía catalana, en lo que según ellos, sería en aplicación del artículo 155 de la Constitución. Incluso el sindicato Manos Limpias se querelló contra Artur Mas por la presunta comisión de los delitos de prevaricación, desobediencia a la autoridad judicial, rebelión y sedición durante el proceso soberanista catalán.

## Historia

### Movilizaciones independentistas (11 de septiembre de 2012)
Durante la fiesta del Día Once de septiembre de 2012 tuvo lugar en Barcelona la manifestación Catalunya, nou estat d'Europa» (en español, 'Cataluña, nuevo estado de Europa') organizada por la organización independentista Asamblea Nacional Catalana. Se consideró la manifestación más multitudinaria hasta la fecha en Cataluña, estimándose el número de asistentes entre 600 000 (Delegación del Gobierno, diario El País) y 2 000 000 (organizadores).

### El Parlamento de Cataluña aprueba realizar un referéndum (27 de septiembre de 2012)
El Parlamento de Cataluña aprobó el 27 de septiembre de 2012 una resolución pidiendo celebrar el referéndum de autodeterminación de Cataluña durante la décima legislatura de la Cataluña autonómica «prioritariamente», con posterioridad a las elecciones al Parlamento de Cataluña de 2012:

El Parlamento de Cataluña constata la necesidad de que el pueblo de Cataluña pueda determinar libre y democráticamente su futuro colectivo e insta al gobierno a hacer una consulta prioritariamente en la próxima legislatura.

La resolución fue votada después del debate de política general con el resultado de 84 votos a favor (CiU, ICV-EUiA, ERC, SI, más otros dos diputados), 21 en contra (PPC y Cs) y 25 abstenciones (PSC). El Presidente de la Generalidad de Cataluña, Artur Mas, declaró en el discurso ante el Parlamento que había llegado la hora de que el pueblo de Cataluña ejerciera el derecho de autodeterminación.

### Elecciones anticipadas al Parlamento de Cataluña y pacto de gobernabilidad

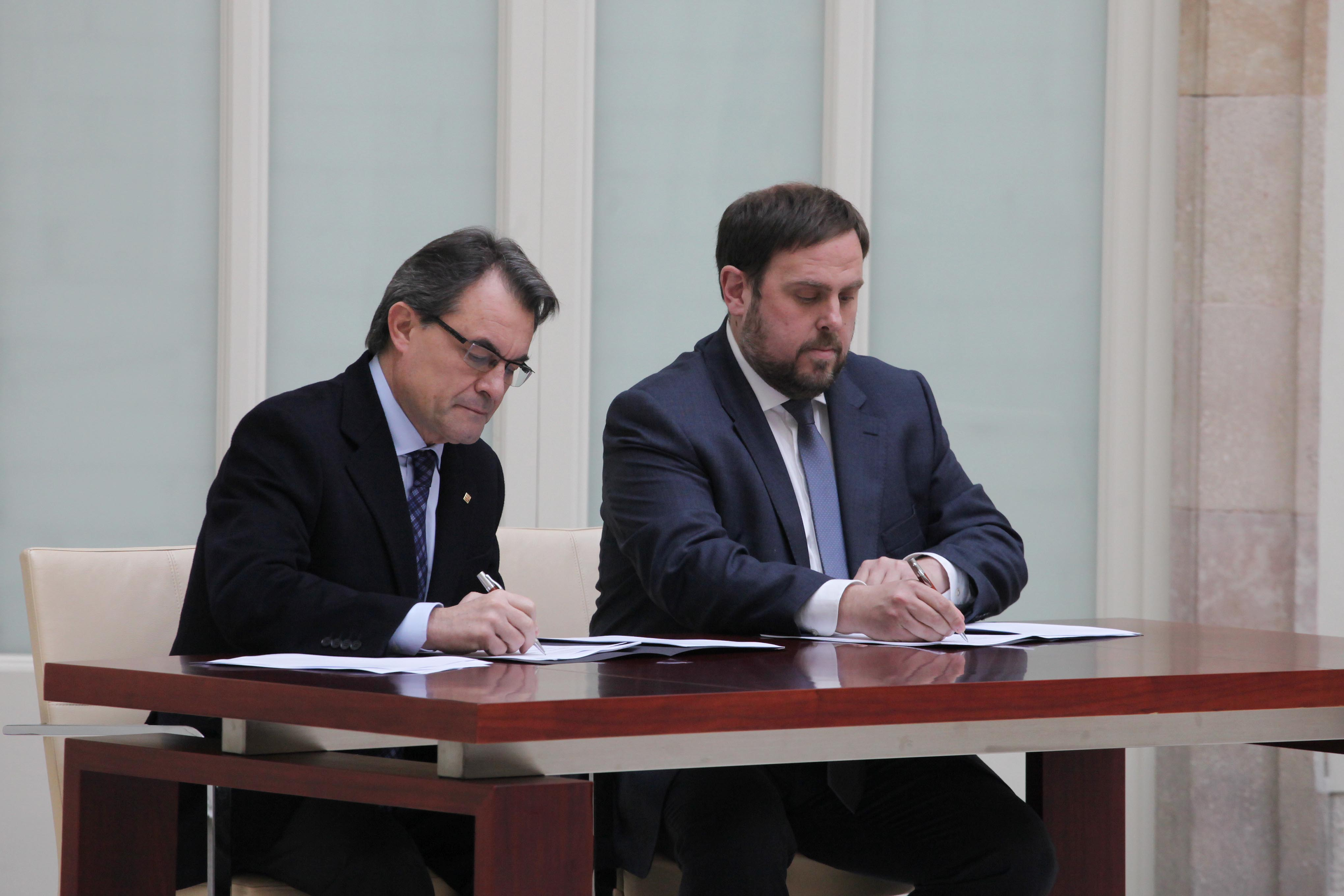
Artur Mas (CiU) y Oriol Junqueras (ERC) firmando el pacto de gobernabilidad

La negativa del gobierno central a negociar sobre el «pacto fiscal» empujó a CiU a convocar elecciones anticipadas y presentarse esta vez con una consulta de autodeterminación en el programa electoral. Las elecciones se celebraron el 25 de noviembre de 2012. CiU volvió a ser la fuerza política más votada, si bien bajó en número de escaños. El conjunto de fuerzas políticas partidarias de la realización de la consulta aumentó ligeramente su representación en el Parlamento de Cataluña, pasando de los 86 diputados de la IX legislatura (CiU, ICV-EUiA, ERC y SI) a los 87 de la X legislatura (CiU, ERC, ICV-EUiA y CUP).
Tras las elecciones, CiU negoció con ERC su apoyo a la investidura de Artur Mas como presidente de la Generalidad de Cataluña. El 19 de diciembre de 2012 firmaron un pacto de gobernabilidad que incluyó entre sus puntos la denominada «Consulta sobre el futuro político de Cataluña».

### Anuncio de la «consulta» (12 de diciembre de 2013)
Haciendo caso omiso a las actuaciones del Gobierno central y la suspensión cautelar del Tribunal Constitucional los representantes parlamentarios independentistas continúan con sus acciones políticas. Tras una negociación de varias semanas entre los partidos nacionalistas catalanes, el 12 de diciembre de 2013 el presidente de la Generalidad anuncia que tenía previsto convocar el referéndum para el 9 de noviembre de 2014, incluyendo una pregunta con dos apartados: «¿Quiere que Cataluña sea un Estado?» y «En caso afirmativo, ¿quiere que este Estado sea independiente?». Inmediatamente el Gobierno de España advirtió de que la convocatoria de tal referéndum no tendrá lugar por contravenir la Constitución.

### Petición y rechazo de la cesión de la competencia para realizar un referéndum
El jueves 16 de enero, el Parlamento de Cataluña vota una petición al Congreso de los Diputados para que la Generalidad de Cataluña pueda recibir la competencia para autorizar, convocar y celebrar un referéndum consultivo sobre el futuro político de Cataluña amparándose en el artículo 149.1.32 -tomando como base el artículo 150.2- de la Constitución Española. Se aprobó con 87 votos a favor (64% del parlamento) y 43 en contra (32% del parlamento). Votaron a favor Convergència i Unió (50 diputados), Esquerra Republicana de Catalunya (21) e Iniciativa per Catalunya Verds - Esquerra Unida i Alternativa (13) así como tres diputados del Partido de los Socialistas de Cataluña. La Candidatura d'Unitat Popular, con 3 diputados, se abstuvo a pesar de estar a favor de realizar el referéndum, por considerar que no se debe «pedir permiso a Madrid» para realizarlo. Votaron en contra PPC (18), PSC (16) y Cs (9).
El 8 de abril de 2014, el Congreso de los Diputados rechazó la petición, por 299 votos (86%) en contra frente a 47 a favor (13,5%). Votaron en contra: Partido Popular (185 diputados), Partido Socialista Obrero Español (110 diputados), Unión Progreso y Democracia (5 diputados), Unión del Pueblo Navarro y Foro Asturias; a favor: Convergència i Unió (16 diputados), Izquierda Unida-Los Verdes: La Izquierda Plural (11 diputados), Partido Nacionalista Vasco (5 diputados), Bloque Nacionalista Galego, Amaiur, Esquerra Republicana de Catalunya, Coalició Compromís y Geroa Bai. Se abstuvo el diputado de Coalición Canaria.

### La ley de consultas

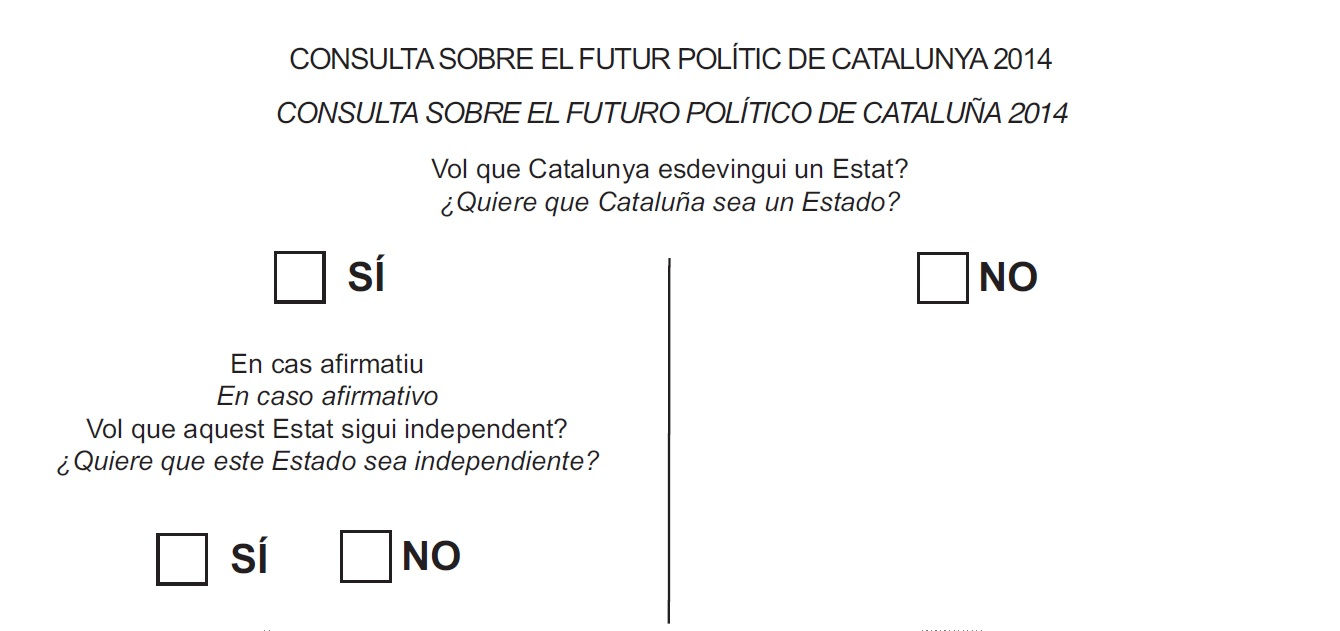
Papeleta diseñada para la votación de la consulta.

Tras el rechazo del Congreso de los Diputados a la petición de la cesión de la competencia para convocar y celebrar referéndums, los partidos CiU y ERC apoyaron la iniciativa parlamentaria para elaborar una ley de consultas no refrendarias con la intención política de facilitar un nuevo marco legal de consultas. Así se empezó a elaborar una nueva ley de consultas que amparase la convocatoria anunciada para el 9 de noviembre, construyendo un sistema legal alternativo al de un posible referéndum. El gobierno de Mariano Rajoy anunció que la recurriría ante el Tribunal Constitucional por invadir las competencias del Estado. En julio de 2014, la ponencia correspondiente del Parlamento catalán finalizó la redacción del proyecto, que estaba previsto para su votación en septiembre.
El 22 de agosto de 2014, el Consejo de Garantías Estatutarias de Cataluña, una institución de la Generalidad, avaló la legalidad de la ley de consultas por 5 votos a favor y 4 en contra. El dictamen señaló que la ley está amparada por el artículo 122 del Estatuto de Autonomía catalán y, por tanto, no viola la Constitución. Los 5 juristas que votaron a favor fueron los propuestos por CiU y ERC al principio de la legislatura. Los 4 juristas que presentaron votos particulares argumentaron que la ley vulnera la Constitución y el Estatuto ya que ésta trata, afirman, sobre la celebración de referéndums, lo que invade las competencias del Estado, pero bajo la denominación encubierta de «consulta popular no referendaria». Pese a que el Consejo de Garantías Estatutarias de Cataluña avaló la totalidad de la ley, esta podía ser recurrida al Tribunal Constitucional de España.
El 19 de septiembre, la ley de consultas es aprobada por 106 votos a favor y 28 en contra en el pleno del Parlamento de Cataluña. Contó con el apoyo de CiU, ERC, PSC, ICV-EUiA y CUP, que suman el 79 % de los representantes de la asamblea autonómica; mientras que se posicionaron en contra PP y Ciudadanos-Partido de la Ciudadanía. Aunque apoyaba la ley, el PSC manifestó que la Ley de Consultas Populares no Refrendarias y Participación Ciudadana no amparaba legalmente la «consulta» prevista para el 9N. Por su parte, el portavoz de CiU, Josep Rull, afirmó que la ley «encaja plenamente en la Constitución y en el Estatuto».

### Promulgación de la ley de consultas y del decreto de convocatoria del 9N (27 de septiembre de 2014)
La ley de consultas fue publicada en el Diario Oficial de la Generalidad de Cataluña el 27 de septiembre de 2014, y con fecha del día siguiente es convocada oficialmente la consulta de independencia, siendo Artur Mas, presidente de la Generalidad, el que firmó solemnemente el decreto de convocatoria de la consulta en el Palacio de la Generalidad.

### Recursos de inconstitucionalidad a la ley y al decreto de convocatoria (28 de septiembre de 2014)

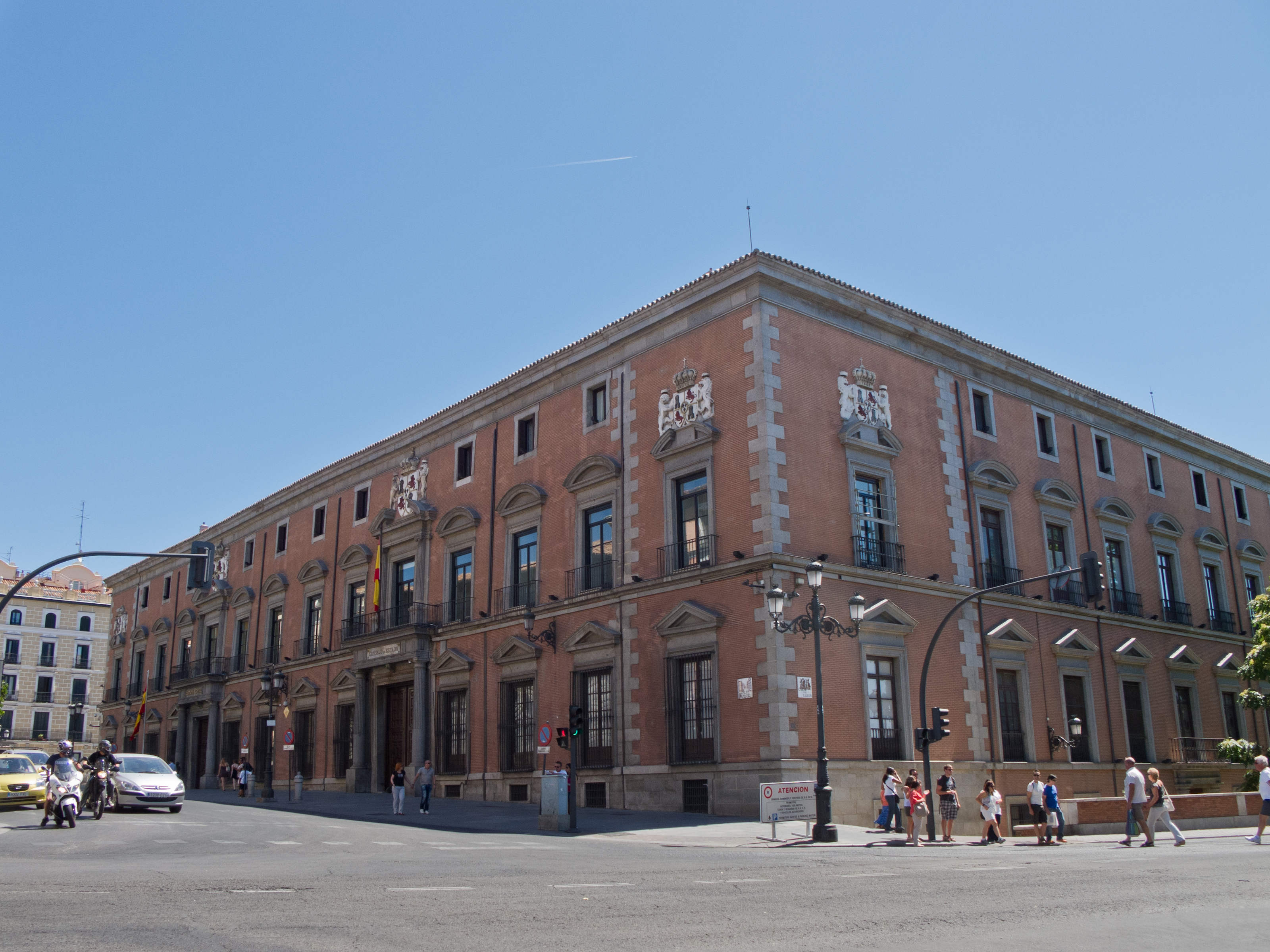
Sede del Consejo de Estado en Madrid.

El Gobierno de España sometió todas las actuaciones del Parlamento y del Gobierno catalán a una consulta con carácter de urgencia por parte del Consejo de Estado, cuyo informe preceptivo por unanimidad aconsejó interponer un recurso de inconstitucionalidad tanto a la ley como al decreto de convocatoria de la consulta, mediante sendos dictámenes con referencias históricas 964/2014 y 965/2014.
Estudiados en Consejos de Estado los dictámenes anteriores, el Gobierno de España ordenó a la Abogacía del Estado interponer los recursos de inconstitucionalidad ante Tribunal Constitucional, manifestando públicamente su preocupación sobre el deterioro de la convivencia política en Cataluña debido a los graves errores que achaca a su presidente.
El cuerpo de juristas del Estado planteó por una parte un recurso contra «el Título II y las Disposiciones Adicionales, Transitorias y Finales de la Ley de Cataluña 10/2014, de 26 de septiembre, de Consultas Populares no Referendarias y Participación Ciudadana, publicada en el DOGC nº 6715, de 27 de septiembre de 2014» y por la otra, los Abogados del Estado interpusieron recurso de inconstitucionalidad impugnando íntegramente «el Decreto 129/2014, de 27 de septiembre del Presidente de la Generalidad de Cataluña, así como sus anexos, de convocatoria de la consulta no
referendaria sobre el futuro político de Cataluña, publicada en el Anexo al Diario Oficial de la Generalidad de Cataluña de 27 de septiembre de 2014».
En defensa de las posiciones jurídicas del Parlamento catalán, sus letrados emitieron un recurso en oposición a la suspensión de la Ley de Consultas. A la par, los letrados de la Generalidad hicieron lo propio con el decreto de convocatoria electoral.
Se puede apreciar las peticiones jurídicamente enfrentadas a través de la ley y el decreto de convocatorio. Por una parte, el Estado recurrente denuncia la existencia de un «fraude constitucional» en lo que afecta a su soberanía y un «fraude de ley» por invasión de competencias del Estado sobre los procesos electorales refrendarios. Frente a esto, los impugnadores reclaman un genérico derecho de la ciudadanía a la participación en procesos electorales y diferencian los procesos de consultas, referendos y vinculación de los mismos, argumentando con todos ello la legalidad de la ley y del decreto impugnado para poder realizar una consulta de independencia.

### Suspensión cautelar del proceso (30 de septiembre de 2014)
El Tribunal Constitucional, tras ser admitidos a trámite los recursos, emite una providencia que deja suspendidas cautelarmente tanto la ley como el decreto de convocatoria que ampara consulta, dejando pendientes las dos sentencias que ha de dictar al respecto.
Dicha suspensión ordena por providencia paralizar todos los actos de la consulta y los derivados de la misma en estricto cumplimiento de las garantías legales y en los siguientes términos:

De conformidad con dicho artículo de la Constitución [161.2], [el Pleno del Constitucional] acuerda suspender el Decreto impugnado y sus anexos (desde hoy, fecha de interposición del recurso, para las partes del proceso y desde su publicación en el Boletín Oficial del Estado para los terceros), así como las restantes actuaciones de preparación para la convocatoria de dicha consulta o vinculadas a ella.
Impugnación de disposiciones autonómicas (título V LOTC) n.º 5830-2014, contra el Decreto del Presidente de la Generalitat de Cataluña 129/2014, de 27 de septiembre, de convocatoria de consulta popular no referendaria sobre el futuro político de Cataluña, y sus anexos.

### Planteamiento del «proceso participativo» o consulta alternativa (13 de octubre de 2014)

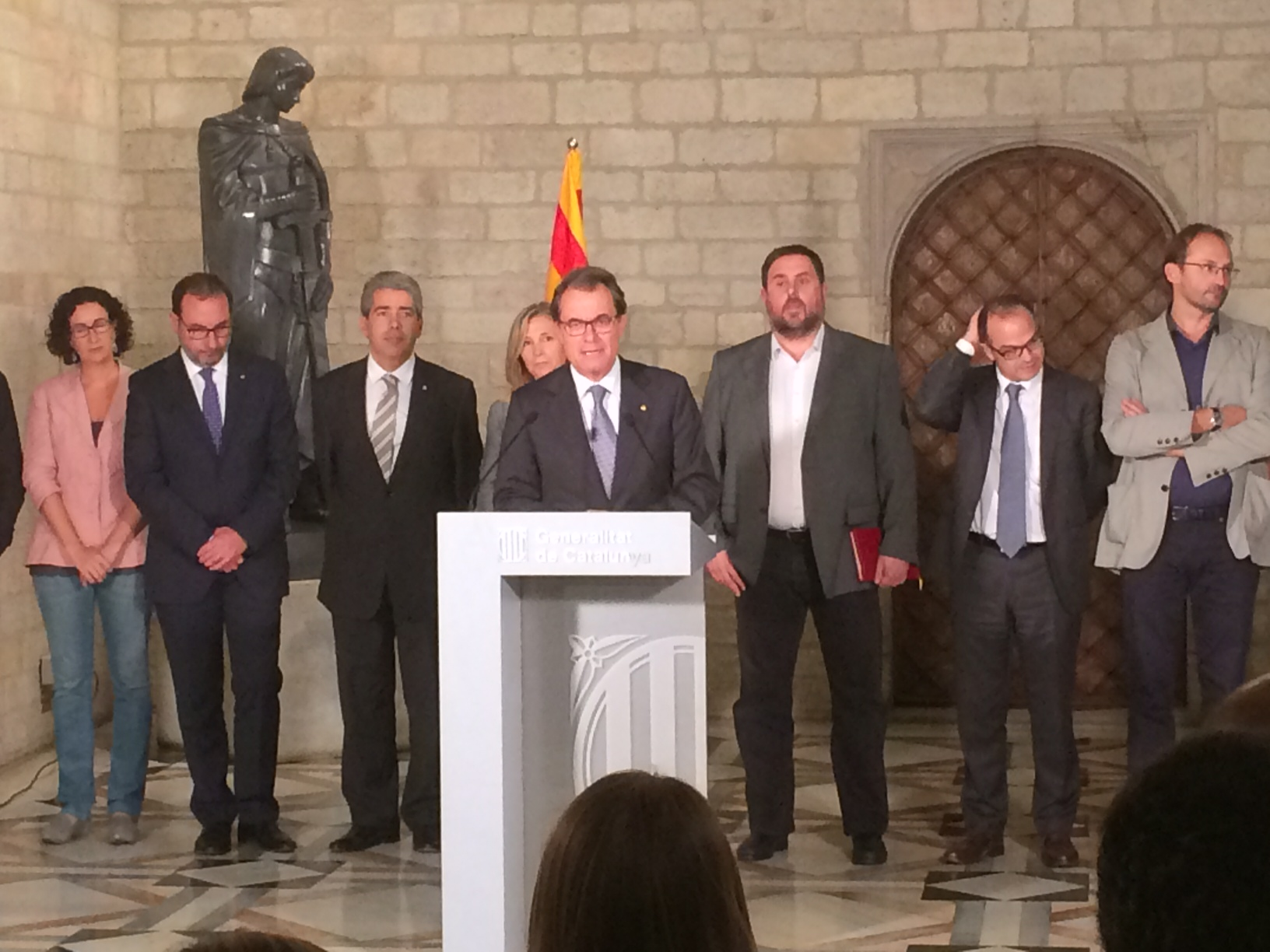
El president Artur Mas anuncia en octubre de 2014 la celebración de un proceso participativo para el 9-N.

Después de proclamar que se acataba la suspensión cautelar de la consulta del 9N dictada por el Tribunal Constitucional, el 13 de octubre, tras una reunión con los partidos CiU y ERC, el presidente Mas afirmó que la consulta ya no podría celebrarse en los términos previstos y planteó alternativamente trasladar sus posibles responsabilidades legales mediante un proceso de participación ciudadana. Al día siguiente, anunció públicamente su intención de realizar una consulta alternativa usando los recursos de la Generalidad de Cataluña pero con la colaboración de voluntarios, asociaciones civiles y al amparo de parte de la ley de consultas que no había sido suspendida.
Con este fin, el Gobierno catalán se comprometió a financiar e impulsar lo que redenominó como «proceso participativo». Para ello, se cambió la forma de actuar administrativamente, sin dejar constancia documental publicada de las órdenes impartidas, con el objetivo de realizar la misma consulta que la descrita en el decreto suspendido cautelarmente por los tribunales. Se abrió un sitio web en el que los voluntarios se podían inscribir (<www.participa2014.cat>). Asimismo, se optó por brindar las sedes públicas para votar y se requiso a funcionarios del Departamento de Educación para que prestasen una participación voluntaria en el control de esas sedes electorales. 
Con todas estas actividades, por parte de los independentistas, se consideró que se respetaba formalmente el ordenamiento legal y, por parte de los constitucionalistas, se consideraba que se estaban eludiendo las posibles responsabilidades legales en el acatamiento de las resoluciones judiciales, así como la posibilidad de que estas fuesen paralizadas en un fraude de ley o fraude constitucional.

## Estudios y encuestas

### Anteriores al anuncio del referéndum

#### Barómetro de Opinión Pública
El Barómetro de Opinión Pública de la Generalidad de Cataluña incluye desde 2011 la pregunta «Si mañana se hiciera un referéndum para decidir la independencia de Cataluña, ¿usted qué haría?». La oleada —conjunto de encuestas— más reciente del Barómetro refleja que el 54,7 % de los catalanes votarían sí a la independencia.
| Fecha          | A favor (%) | En contra (%) | Abstención (%) | Otras respuestas (%) | No lo sabe(%)  | No contesta (%) | Ref.   |
| -------------- | ----------- | ------------- | -------------- | -------------------- | -------------- | --------------- | ------ |
| 1a oleada 2011 | 42,9        | 28,2          | 23,3           | 0,5                  | 4,4            | 0,8             | [ 64 ] |
| 2a oleada 2011 | 45,4        | 24,7          | 23,8           | 0,6                  | 4,6            | 1,0             | [ 64 ] |
| 1a oleada 2012 | 44,6        | 24,7          | 24,2           | 1,0                  | 4,6            | 0,9             | [ 64 ] |
| 2a oleada 2012 | 51,1        | 21,1          | 21,1           | 1,0                  | 4,7            | 1,1             | [ 64 ] |
| 3a oleada 2012 | 57,0        | 20,5          | 14,3           | 0,6                  | 6,2            | 1,5             | [ 64 ] |
| 1a oleada 2013 | 54,7        | 20,7          | 17,0           | 1,1                  | 5,4            | 1,0             | [ 65 ] |
| 2a oleada 2013 | 55,6        | 23,4          | 15,3           | 0,6                  | 3,8            | 1,3             | [ 66 ] |
| 3a oleada 2013 | 54,7        | 22,1          | 15,7           | 1,3                  | 4,9            | 1,4             | [ 67 ] |
| Fecha          | A favor (%) | En contra (%) | Abstención (%) | Otras respuestas (%) | No lo sabe (%) | No contesta (%) | Ref.   |

El mismo Barómetro pregunta a los catalanes «¿Cree que Cataluña habría de ser...?». En la oleada más reciente (primera de 2013) un 46,4 % respondió «un estado independiente», siendo las siguientes opciones con más apoyos «un estado dentro de una España federal» (22,4 %), «una comunidad autónoma de España» (20,7 %) y «una región de España» (4,4 %).
En septiembre de 2013 el diario El País publicó una encuesta en la que un 49% de catalanes afirmaba que votaría "en principio" a favor de la independencia frente a un 36% en contra. Sin embargo, si la independencia implicase que Cataluña quedase excluida de la Unión Europea el no ganaría con un 44% frente a un 41% del sí.

#### Medios de comunicación
| Data       | Medio         | Sí (%) | No (%) | Otras respuestas (%) | Ref.          |
| ---------- | ------------- | ------ | ------ | -------------------- | ------------- |
| 2007/10    | El Periódico  | 33,9   | 43,9   | 22,2                 | [ 69 ]        |
| 2009/11/02 | La Vanguardia | 35,0   | 46,0   | 19,0                 | [ 70 ]        |
| 2009/12    | El Periódico  | 39,0   | 40,6   | 20,4                 | [ 71 ]        |
| 2010/03/15 | La Vanguardia | 36,0   | 44,0   | 20,0                 | [ 72 ]        |
| 2010/05/19 | La Vanguardia | 37,0   | 41,0   | 22,0                 | [ 73 ]        |
| 2010/06    | El Periódico  | 48,1   | 35,3   | 16,6                 | [ 74 ]        |
| 2010/07/17 | La Vanguardia | 47,0   | 36,0   | 17,0                 | [ 75 ]        |
| 2010/09/07 | La Vanguardia | 40,0   | 45,0   | 15,0                 | [ 76 ]        |
| 2010/09/28 | RAC1          | 48,8   | 41,4   | 9,8                  | [ 77 ]        |
| 2010/10    | Ara           | 38,5   | 42,8   | 18,7                 | [ 78 ]        |
| 2011/09    | Ara           | 42,0   | 37,7   | 20,3                 | [ 79 ]        |
| 2012/01    | El Periódico  | 53,6   | 32,0   | 14,4                 | [ 80 ] [ 81 ] |
| 2012/07    | Ara           | 50,4   | 23,8   | 25,8                 | [ 82 ]        |
| 2012/09    | El Periódico  | 49,5   | 48,0   | 2,5                  | [ 83 ] [ 84 ] |
| 2012/09    | Telecinco     | 50,9   | 18,6   | 30,5                 | [ 85 ]        |
| 2012/09/29 | La Vanguardia | 54,8   | 33,5   | 11,7                 | [ 86 ]        |
| 2012/10    | Ara           | 51,9   | 28,3   | 19,8                 | [ 87 ]        |
| 2012/10    | El Periódico  | 57,0   | 43,0   | 43,0                 | [ 88 ]        |
| 2012/10/24 | RAC1          | 53,0   | 39,4   | 7,6                  | [ 89 ]        |
| 2012/10/28 | La Vanguardia | 52,8   | 35,0   | 12,2                 | [ 90 ]        |
| 2012/11    | Telecinco     | 50,9   | 36,9   | 12,2                 | [ 91 ]        |
| 2013/01    | El Periódico  | 56,9   | 35,0   | 8,1                  | [ 92 ]        |
| 2013/05    | El Periódico  | 43,8   | 43,5   | 12,7                 | [ 93 ]        |
| 2012/07    | Ara           | 50,4   | 23,8   | 25,8                 | [ 94 ]        |
| 2013/09    | Cadena Ser    | 52,3   | 24,1   | 23,6                 | [ 95 ]        |

### Sobre el referéndum
Una vez anunciada la pregunta y la fecha del referéndum, el GESOP fue el primero en realizar un sondeo.
|                         |               |             | ¿Quiere que Cataluña sea un Estado? | ¿Quiere que Cataluña sea un Estado? | ¿Quiere que Cataluña sea un Estado? | ¿Quiere que Cataluña sea un Estado? | En caso afirmativo: ¿Quiere que este Estado sea independiente? | En caso afirmativo: ¿Quiere que este Estado sea independiente? | En caso afirmativo: ¿Quiere que este Estado sea independiente? | En caso afirmativo: ¿Quiere que este Estado sea independiente? |         | Extrapolación voto decidido | Extrapolación voto decidido |
| Fecha                   | Medio         | Encuestador | Sí (%)                              | No (%)                              | Abstención (%)                      | Ns/Nc (%)                           | Sí (%)                                                         | No (%)                                                         | Abstención (%)                                                 | Ns/Nc (%)                                                      | Ref.    | Independencia Sí (%)        | Independencia No (%)        |
| ----------------------- | ------------- | ----------- | ----------------------------------- | ----------------------------------- | ----------------------------------- | ----------------------------------- | -------------------------------------------------------------- | -------------------------------------------------------------- | -------------------------------------------------------------- | -------------------------------------------------------------- | ------- | --------------------------- | --------------------------- |
| 14 de diciembre de 2013 | El Periódico  | GESOP       | 52,3                                | 30,4                                | 17,3                                | -                                   | 84,3                                                           | 11,1                                                           | 4,6                                                            | -                                                              | [ 96 ]  | 54,4                        | 44,7                        |
| 14 de diciembre de2013  | El Mundo      | SIGMA DOS   | 43,0                                | 39,1                                | 9,0                                 | 8,9                                 | 81,9                                                           | 15,8                                                           | -                                                              | 2,3                                                            | [ 97 ]  | 43,4                        | 56,6                        |
| 15 de diciembre de 2013 | La Razón      | NC Report   | 48,2                                | 32,2                                | 10,7                                | 9,0                                 | 83,0                                                           | 13,9                                                           | -                                                              | 3,1                                                            | [ 98 ]  | 50,8                        | 49,4                        |
| 21 de diciembre de 2013 | La Vanguardia | Feedback    | 56,0                                | 36,6                                | -                                   | 7,4                                 | 80,0                                                           | 15,0                                                           | -                                                              | 4,9                                                            | [ 99 ]  | 49,9                        | 50,1                        |
| 6 de febrero de 2014    | 8tv           | GESOP       | 48,1                                | 24,4                                | -                                   | 27,5                                | 84,7                                                           | 8,0                                                            | -                                                              | 7,3                                                            | [ 100 ] | 59,1                        | 40,1                        |
| 9 de marzo de 2014      | El Periódico  | GESOP       | 53,4                                | 31,9                                | -                                   | 14,8                                | 86,4                                                           | 8,3                                                            | -                                                              | 5,4                                                            | [ 101 ] | 56,1                        | 44,1                        |
| 30 de abril de 2014     | CEO           | -           | 57,6                                | 19,3                                | 11,1                                | 11,2                                | 81,8                                                           | 14,9                                                           | 0,8                                                            | 2,5                                                            | [ 102 ] | 62,9                        | 37,2                        |
| 25 de junio de 2014     | El Periódico  | GESOP       | 53,9                                | 31,9                                | 4,4                                 | 9,8                                 | 86,7                                                           | 7,4                                                            | -                                                              | 5,8                                                            | [ 103 ] | 56,5                        | 43,4                        |
| 19 de julio de 2014     | El País       | Metroscopia | 53,0                                | 35,0                                | -                                   | 12,0                                | 84,9                                                           | 15,1                                                           | -                                                              | -                                                              | [ 104 ] | 51,1                        | 48,9                        |
| 8 de agosto de 2014     | La Razón      | NC Report   | 49,3                                | 35,9                                | -                                   | 14,8                                | 80,5                                                           | 15,9                                                           | -                                                              | 3,6                                                            | [ 105 ] | 47,6                        | 52,4                        |
| 1 de septiembre de 2014 | El Mundo      | SIGMA DOS   | 41,3                                | 39,5                                | -                                   | 19,2                                | 82,3                                                           | 17,7                                                           | -                                                              | -                                                              | [ 106 ] | 42,1                        | 57,9                        |
| 30 de octubre de 2014   | 8tv           | GESOP       | 46,2                                | 38,0                                | -                                   | 15,8                                | 100,0                                                          | 0,0                                                            | -                                                              | -                                                              | [ 107 ] | 54,9                        | 45,1                        |
| 31 de octubre de 2014   | CEO           | -           | 64,2                                | 19,7                                | 6,9                                 | 9,3                                 | 76,9                                                           | 19,6                                                           | 0,6                                                            | 2,8                                                            | [ 108 ] | 60,2                        | 39,8                        |

### El tratamiento informativo de la consulta

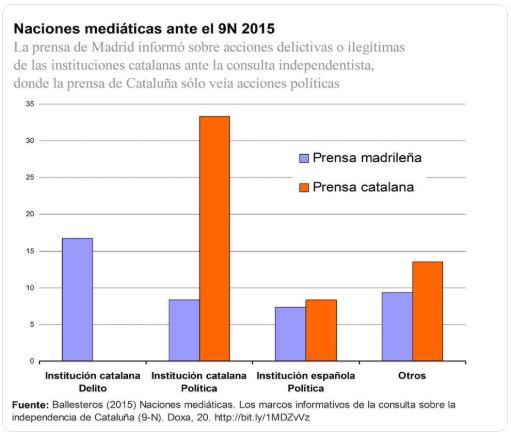
La prensa de Madrid informó de la consulta del 9N como una acción delictiva, mientras la de Cataluña lo hizo como una acción política democrática

El auge del soberanismo catalán ha sido relacionado de modo habitual con el tratamiento que la prensa le ha dado. Los periódicos españoles, tanto los radicados en Madrid como en Barcelona, informaron a diario en su portada, como primera o segunda noticia más importante del día, sobre la consulta del 9-N entre el 20 de septiembre de 2014, en que el Parlamento catalán aprobó la Ley de Consultas, y el 3 de octubre de 2014, cuando la Generalidad de Cataluña presentó un recurso contra la decisión del Tribunal Constitucional de suspender la Ley de Consultas y la convocatoria de la consulta sobre la independencia de Cataluña para el 9 de noviembre. 
Mientras que los diarios de Madrid presentaron un proceso cargado de tintes negativos que proponía vulnerar la ley, los diarios de Barcelona relataron el normal funcionamiento político de las instituciones dentro de un Estado de Derecho, de un modo neutral cuando no positivo. Se comprobó que ambos grupos mediáticos tiñeron sus informaciones con un tinte nacionalista, de manera que los políticos y las instituciones que les resultan más próximos tienden a protagonizar acciones evaluadas de un modo más positivo, mientras que los políticos e instituciones más lejanos reciben un tratamiento informativo más negativo.
Las investigaciones han detectado el éxito del término «desafío» entre los tres medios madrileños y su ausencia en los medios catalanes. "Se diría que la prensa española percibió un desafío a la legalidad y al orden establecido por parte de las instituciones catalanas, que pasó inadvertido a la propia prensa catalana".